# 亙方
亘方，又作宣方。是殷墟甲骨文记载的商朝的方国。学者认为在今山西省垣曲县东南。
甲骨文中有宣方。《逸周书·世俘》：“百韦命伐宣方。”陈梦家《殷虚卜辞综述》称宣方即亘方。
亘方原与商王室关系密切。武丁前期兴兵作乱。约公元前13世纪某年六、七月间，亘方军队侵入直、鼓等地，八、九月达到高潮。商王派贵族雀、戈，调动多奠、犬、马等大小官吏及王族为核心的精锐部队前往攻打。至十二月又令小雀再次进攻，必要擒拿亘方首领。约于十二月平定叛乱。此战后，亘方不仅继续臣服于商，而且派来的人还受到武丁的信任与重用，参与商朝系列重大事件的占卜与决策。